# Höhere Webschule Lambrecht
Die Höhere Webschule Lambrecht war eine Fachschule für Ausbildungsgänge in der Textilindustrie in Lambrecht (Pfalz).

## Geschichte
Am 1. Oktober 1876 wurde in Lambrecht, einem traditionsreichen Standort der Tuchfabrikation, eine Webschule zur Ausbildung von Web- und Werkmeistern und zur Neuordnung des Lehrlingswesens gegründet. Träger war die Stadt Lambrecht. Ihr Schwerpunkt lag im Bereich der Leinen-, Damast- und Baumwollweberei.
Für den Unterricht wurde zunächst eine später abgerissene Fabrikhalle genutzt. 1900 entstand ein nachträglich mehrfach erweiterter Neubau am Sommerberg (Sommerbergstraße 3). Am 1. Januar 1911 wurde die Anstalt als „Höhere Webschule“ durch den bayerischen Staat übernommen. Auf dem Lehrplan standen (1932): Bindungslehre, Musterausnehmen, Appreturkunde, Fachrechnen, Kalkulation, Maschinenlehre, Motorenkunde, Gesetzeskunde, Spinnereilehre, Materiallehre, Warenkunde, Stenographie, Hand- und mechanische Weberei, Maschinenzeichnen, Buchführung und Wechselrecht. Die Schüler stammten zunächst überwiegend aus der Pfalz, später aus dem ganzen Reichs-/Bundesgebiet, vereinzelt auch aus dem Ausland. Zwischen 1932 und 1942 wurden durchschnittlich etwa 280 Schülerinnen und Schüler jährlich in Tages- und Abendkursen ausgebildet.
1951 wurde die Höhere Webschule in eine Fachschule für Textiltechniker/Textilkaufleute und eine Höhere Lehranstalt für Textilingenieure (Staatliche Ingenieur- und Fachschule für Textilwesen) aufgegliedert. Als einzige Anstalt ihrer Art bildete sie unter einem Dach Textiltechniker, Textilkaufleute, Labortechniker, Industriemeister und Textilingenieure aus. Als die deutsche Textilindustrie in den 1960er Jahren unter dem wachsenden Konkurrenzdruck der Niedriglohnländer in eine wirtschaftliche Krise geriet und zahlreiche Fabriken schließen mussten, verlor die Schule ihre Existenzgrundlage. 1973 standen noch 150 Studienplätze, neun Fachlehrer und zehn Lehrsäle zur Verfügung. Gleichwohl wurde die Schule nur noch von 30 Schülern besucht. Der Standort Lambrecht wurde deshalb 1974 aufgegeben und die Ausbildung nach Kaiserslautern verlegt, wo sie in andere Studiengänge integriert wurde.
Das Schulgebäude am Sommerberg wird heute als Sitz der Verbandsgemeindeverwaltung Lambrecht genutzt.
An der Schule bestand seit 1959 die Freie Burschenschaft Textilia in Palatia Lambrecht.